# Euler–Mascheronis konstant
Euler–Mascheronis konstant (eller enbart Eulers konstant) är en matematisk konstant definierad som gränsvärdet
{\displaystyle \gamma =\lim _{n\rightarrow \infty }(H_{n}-\ln n)\,\approx \,{\mbox{0,577 215 664}}}
där Hn är det n:e harmoniska talet och ln betecknar den naturliga logaritmen. Talet, som är uppkallat efter Leonhard Euler (och ej bör förväxlas med Eulers tal e ≈ 2,71828), förekommer i många olika formler inom matematiken och har djupa kopplingar till talteori och Riemanns zetafunktion. Det är ännu inte bevisat huruvida γ är ett irrationellt tal.

## Härledning

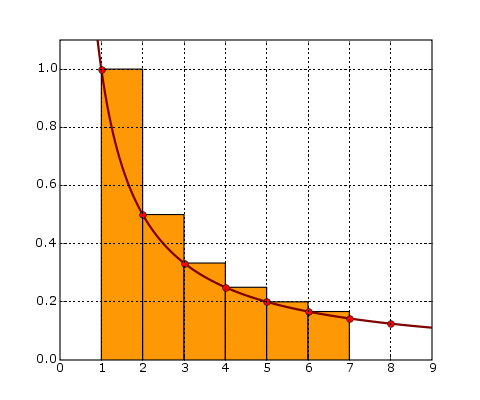
Fig 1. H_{6}, summan av y=1/x för heltalsvärden av x från 1 till och med 6

Fig 2. ln 6, ytan under kurvan y=1/x då x varierar mellan 1 och 6

Det n:te harmoniska talet ges av den trunkerade harmoniska serien
{\displaystyle H_{n}=\sum _{k=1}^{n}{\frac {1}{k}}=1+{\frac {1}{2}}+{\frac {1}{3}}+\ldots +{\frac {1}{n}}}
som kan visas divergera då n går mot oändligheten. Divergensen är dock mycket långsam (mer än 1,5 · 1043 termer krävs exempelvis för att nå en summa över 100). I själva verket växer Hn med ungefär samma hastighet som ln n, vilket kan förstås genom att tolka den naturliga logaritmen som ytan under grafen till y = 1/x,
{\displaystyle \ln a=\int _{1}^{a}{\frac {1}{x}}\,\mathrm {d} x\,}
(figurerna 1 och 2 ger en visuell jämförelse). Funktionerna är dock inte exakt lika, och Leonhard Euler visade att differensen då n går mot oändligheten är en konstant mellan 0 och 1. Euler kallade talet C, beräknade dess värde med sex decimalers noggrannhet, och publicerade år 1735 resultatet i avhandlingen De Progressionibus harmonicus observationes.

## Numeriskt värde
Värdet på Euler–Mascheronis konstant kan i praktiken inte beräknas direkt utifrån Eulers gränsvärde, eftersom konvergensen är långsam. Exempelvis är
{\displaystyle H_{10}-\ln 10={\mbox{0,(6263831609}}\ldots )}
{\displaystyle H_{100}-\ln 100={\mbox{0,5(822073317}}\ldots )}
{\displaystyle H_{1000}-\ln 1000={\mbox{0,577(7155816}}\ldots )}
{\displaystyle H_{10000}-\ln 10000={\mbox{0,5772(6566407}}\ldots ).}
Euler härledde i stället formeln
{\displaystyle \sum _{k=1}^{n}{\frac {1}{k}}=\ln(n+1)+{\frac {1}{2}}\left[1+{\frac {1}{4}}+\ldots +{\frac {1}{n^{2}}}\right]-{\frac {1}{3}}\left[1+{\frac {1}{8}}+\ldots +{\frac {1}{n^{3}}}\right]+\ldots }
och kunde med dess hjälp ge uppskattningen C ≈ 0,577218.
Konvergensen i Eulers gränsvärde kan förbättras genom att ta med en grov uppskattning av felet i beräkningen. En sådan uppskattning är
{\displaystyle \gamma \sim H_{n}-\ln n-{\frac {1}{2n}},}
med vars hjälp n = 10 ger två korrekta decimaler. Termen −1/2n är i själva verket den första i en serie som ger ännu bättre uppskattningar. Genom att tillämpa Euler-Maclaurins formel på funktionen y = 1/x fås
{\displaystyle \gamma \sim H_{n}-\ln n-{\frac {1}{2n}}+\sum _{k=1}^{\infty }{\frac {B_{2k}}{2k}}{\frac {1}{n^{2k}}},}
där B2k är ett Bernoullital, med de första termerna utskrivna:
{\displaystyle \gamma \sim H_{n}-\ln n-{\frac {1}{2n}}+{\frac {1}{12n^{2}}}-{\frac {1}{120n^{4}}}+{\frac {1}{252n^{6}}}-{\frac {1}{240n^{8}}}+{\frac {1}{132n^{10}}}-{\frac {691}{32760n^{12}}}+{\frac {1}{12n^{14}}}-\ldots .}
Detta är en asymptotisk serie som divergerar för varje n men vars fel vid lämplig trunkering går mot 0 då n → ∞. Euler valde n = 10 och beräknade serien till och med n14-termen, vilket gav uppskattningen 0,577 215 664 901 532 5, med 16 korrekta decimaler.
Lorenzo Mascheroni använde år 1790 Eulers metod för att beräkna 32 decimaler, som han publicerade i avhandlingen Adnotationes ad calculum integrale Euleri. Dessvärre erhöll Johann von Soldner år 1809, vid en beräkning av de 24 första decimalerna, ett värde som skilde sig från Mascheronis efter den 19:e decimalen. En ny räkning med 40 decimalers noggrannhet, genomförd 1812 av det 19-åriga räknegeniet F G B Nicolai (1793–1846) på Carl Friedrich Gauss anmodan, visade överensstämmelse med Soldners. Mascheronis felräkning ledde till minst åtta oberoende omräkningar för att bekräfta Soldners resultat, och under flera år cirkulerade båda värdena till stor förvirring. På grund av detta missöde, och att Mascheroni i sin avhandling infört beteckningen γ, kallas talet ibland Euler–Mascheronis konstant.

## Numerisk representation
De första 250 siffrorna i γ:s decimalutveckling är
0,
57721566490153286060651209008240243104215933593992
35988057672348848677267776646709369470632917467495
14631447249807082480960504014486542836224173997644
92353625350033374293733773767394279259525824709491
60087352039481656708532331517766115286211995015080.
Talet har kedjebråksframställningen
[0; 1, 1, 2, 1, 2, 1, 4, 3, 13, 5, 1, 1, 8, 1, 2, 4, 1, 1, 40, 1, 11, 3, 7, 1, ...]
som ger upphov till de rationella närmevärdena
{\displaystyle 0,1,{\frac {1}{2}},{\frac {3}{5}},{\frac {4}{7}},{\frac {11}{19}},{\frac {15}{26}},{\frac {71}{123}},{\frac {228}{395}},{\frac {3035}{5258}},{\frac {15403}{26685}},{\frac {18438}{31943}},\cdots }

## Samband med speciella funktioner

### Gammafunktionen
Euler–Mascheronis konstant är relaterad till gammafunktionen via Weierstrassprodukten
{\displaystyle \Gamma (z)={\frac {e^{-\gamma z}}{z}}\prod _{n=1}^{\infty }\left(1+{\frac {z}{n}}\right)^{-1}\mathrm {e} ^{z/n}}
och uppträder i Maclaurinserien för den reciproka gammafunktionen,
{\displaystyle {\frac {1}{\Gamma (z)}}=z+\gamma z^{2}+O(z^{3}).}
Den kan också beräknas som en derivata av gammafunktionen,
{\displaystyle \gamma =-\Gamma '(1),}
eller via gränsvärdet
{\displaystyle \gamma =\lim _{x\to \infty }\left[x-\Gamma \left({\frac {1}{x}}\right)\right]}
Andra gränsvärden är
{\displaystyle \lim _{z\to 0}{\frac {1}{z}}\left\{{\frac {1}{\Gamma (1+z)}}-{\frac {1}{\Gamma (1-z)}}\right\}=2\gamma }
{\displaystyle \lim _{z\to 0}{\frac {1}{z}}\left\{{\frac {1}{\Psi (1-z)}}-{\frac {1}{\Psi (1+z)}}\right\}={\frac {\pi ^{2}}{3\gamma ^{2}}}.}
{\displaystyle \gamma =\lim _{n\to \infty }\left\{{\frac {\Gamma ({\frac {1}{n}})\Gamma (n+1)\,n^{1+1/n}}{\Gamma (2+n+{\frac {1}{n}})}}-{\frac {n^{2}}{n+1}}\right\}}
{\displaystyle \gamma =\lim \limits _{m\to \infty }\sum _{k=1}^{m}{m \choose k}{\frac {(-1)^{k}}{k}}\ln(\Gamma (k+1)).}

### Riemanns zetafunktion
Kopplingen till Riemanns zetafunktion framgår exempelvis av
{\displaystyle \gamma =\sum _{k=2}^{\infty }{\frac {(-1)^{k}\zeta (k)}{k}}.}
Andra serier som innehåller zetafunktionen är
{\displaystyle {\begin{aligned}\gamma &=\ln \left({\frac {4}{\pi }}\right)+\sum _{m=2}^{\infty }(-1)^{m}{\frac {\zeta (m)}{2^{m-1}m}}.\end{aligned}}}
{\displaystyle \sum _{n=1}^{\infty }{\frac {\zeta (2n+1)-1}{(2n+1)2^{2n}}}=1+\ln 2-\ln 3-\gamma =} 0,0173192269903….
{\displaystyle {\begin{aligned}\gamma &={\frac {3}{2}}-\ln 2-\sum _{m=2}^{\infty }(-1)^{m}\,{\frac {m-1}{m}}[\zeta (m)-1]\\&=\lim _{n\to \infty }\left[{\frac {2\,n-1}{2\,n}}-\ln \,n+\sum _{k=2}^{n}\left({\frac {1}{k}}-{\frac {\zeta (1-k)}{n^{k}}}\right)\right]\\&=\lim _{n\to \infty }\left[{\frac {2^{n}}{e^{2^{n}}}}\sum _{m=0}^{\infty }{\frac {2^{m\,n}}{(m+1)!}}\sum _{t=0}^{m}{\frac {1}{t+1}}-n\,\ln 2+O\left({\frac {1}{2^{n}\,e^{2^{n}}}}\right)\right].\end{aligned}}}
Ett intressant gränsvärde är
{\displaystyle \gamma =\lim _{s\to 1^{+}}\sum _{n=1}^{\infty }\left({\frac {1}{n^{s}}}-{\frac {1}{s^{n}}}\right)=\lim _{s\to 1}\left(\zeta (s)-{\frac {1}{s-1}}\right)=\lim _{s\to 0}{\frac {\zeta (1+s)+\zeta (1-s)}{2}}}
En annan formel är
{\displaystyle \gamma =H_{n}-\ln n-\sum _{m=2}^{\infty }{\frac {\zeta (m,n+1)}{m}}}
där ζ(s,k) är Hurwitzs zetafunktion.

## Integraler
Det finns ett stort antal integraler som är lika med Euler–Mascheronis konstant:
{\displaystyle {\begin{aligned}\gamma &=-\int _{0}^{\infty }{\mathrm {e} ^{-x}\ln x}\,dx=-4\int _{0}^{\infty }{\mathrm {e} ^{-x^{2}}x\ln x}\,dx\\&=-\int _{0}^{1}\ln \ln \left({\frac {1}{x}}\right)dx\\&=\int _{0}^{\infty }\left({\frac {1}{\mathrm {e} ^{x}-1}}-{\frac {1}{x\mathrm {e} ^{x}}}\right)dx=\int _{0}^{1}\left({\frac {1}{\ln x}}+{\frac {1}{1-x}}\right)dx\\&=\int _{0}^{\infty }\left({\frac {1}{1+x^{k}}}-\mathrm {e} ^{-x}\right){\frac {dx}{x}},\quad k>0\\&=\int _{0}^{\infty }\left({\frac {1}{kx+1}}-\mathrm {e} ^{-kx}\right){\frac {dx}{x}},\quad k>0\\&=\int _{0}^{\infty }{\frac {\ln(1+x)}{\ln ^{2}x+\pi ^{2}}}\cdot {\frac {dx}{x^{2}}}\\&={\frac {1}{2}}+2\int _{0}^{\infty }{\frac {\sin(\arctan x)}{(\mathrm {e} ^{2\pi x}-1){\sqrt {1+x^{2}}}}}\mathrm {d} x=\int _{0}^{1}H_{x}dx=-\int _{0}^{\infty }\left({\frac {\ln x}{\mathrm {e} ^{x}}}\right)dx\end{aligned}}}
Integraler som resulterar i mer komplicerade konstanter är
{\displaystyle \int _{0}^{\infty }{\mathrm {e} ^{-x^{2}}\ln x}\,dx=-{\tfrac {1}{4}}(\gamma +2\ln 2){\sqrt {\pi }}}
{\displaystyle \int _{0}^{\infty }{\mathrm {e} ^{-x}\ln ^{2}x}\,dx=\gamma ^{2}+{\frac {\pi ^{2}}{6}}}
En dubbelintegral för gamma är
{\displaystyle \gamma =\int _{0}^{1}\int _{0}^{1}{\frac {x-1}{(1-x\,y)\ln(x\,y)}}\,dx\,dy=\sum _{n=1}^{\infty }\left({\frac {1}{n}}-\ln {\frac {n+1}{n}}\right).}
Det är intressant att notera att
{\displaystyle \ln \left({\frac {4}{\pi }}\right)=\int _{0}^{1}\int _{0}^{1}{\frac {x-1}{(1+x\,y)\ln(x\,y)}}\,dx\,dy=\sum _{n=1}^{\infty }(-1)^{n-1}\left({\frac {1}{n}}-\ln {\frac {n+1}{n}}\right).}
En integral av Catalan är
{\displaystyle \gamma =\int _{0}^{1}{\frac {1}{1+x}}\sum _{n=1}^{\infty }x^{2^{n}-1}\,dx.}

## Oändliga serier
En oändlig serie av Euler är 
{\displaystyle \gamma =\sum _{k=1}^{\infty }\left[{\frac {1}{k}}-\ln \left(1+{\frac {1}{k}}\right)\right].}
Andra oändliga serier är
{\displaystyle \gamma =1-\sum _{k=2}^{\infty }(-1)^{k}{\frac {\lfloor \log _{2}k\rfloor }{k+1}}.}
Andra serier av Vacca är
{\displaystyle {\gamma =\sum _{k=2}^{\infty }(-1)^{k}{\frac {\left\lfloor \log _{2}k\right\rfloor }{k}}={\frac {1}{2}}-{\frac {1}{3}}+2\left({\frac {1}{4}}-{\frac {1}{5}}+{\frac {1}{6}}-{\frac {1}{7}}\right)+3\left({\frac {1}{8}}-{\frac {1}{9}}+{\frac {1}{10}}-{\frac {1}{11}}+\dots -{\frac {1}{15}}\right)+\dots }}
{\displaystyle {\gamma +\zeta (2)=\sum _{k=2}^{\infty }\left({\frac {1}{\lfloor {\sqrt {k}}\rfloor ^{2}}}-{\frac {1}{k}}\right)=\sum _{k=2}^{\infty }{\frac {k-\lfloor {\sqrt {k}}\rfloor ^{2}}{k\lfloor {\sqrt {k}}\rfloor ^{2}}}={\frac {1}{2}}+{\frac {2}{3}}+{\frac {1}{2^{2}}}\sum _{k=1}^{2\times 2}{\frac {k}{k+2^{2}}}+{\frac {1}{3^{2}}}\sum _{k=1}^{3\times 2}{\frac {k}{k+3^{2}}}+\dots }.}
En annan formel är
{\displaystyle \gamma =\ln \pi -4\ln \Gamma ({\tfrac {3}{4}})+{\frac {4}{\pi }}\sum _{k=1}^{\infty }(-1)^{k+1}{\frac {\ln(2k+1)}{2k+1}}.}

## Oändliga produkter
Några oändliga produkter som innehåller Euler–Mascheronis konstant är
{\displaystyle {\frac {\mathrm {e} ^{1+\gamma /2}}{\sqrt {2\,\pi }}}=\prod _{n=1}^{\infty }\mathrm {e} ^{-1+1/(2\,n)}\,\left(1+{\frac {1}{n}}\right)^{n}}
{\displaystyle {\frac {\mathrm {e} ^{3+2\gamma }}{2\,\pi }}=\prod _{n=1}^{\infty }\mathrm {e} ^{-2+2/n}\,\left(1+{\frac {2}{n}}\right)^{n}}
{\displaystyle \mathrm {e} ^{\gamma }=\left({\frac {2}{1}}\right)^{1/2}\left({\frac {2^{2}}{1\cdot 3}}\right)^{1/3}\left({\frac {2^{3}\cdot 4}{1\cdot 3^{3}}}\right)^{1/4}\left({\frac {2^{4}\cdot 4^{4}}{1\cdot 3^{6}\cdot 5}}\right)^{1/5}\cdots }

## Övriga formler
En formel av de la Vallée-Poussin
{\displaystyle {\begin{aligned}\gamma =\lim _{n\to \infty }{\frac {1}{n}}\,\sum _{k=1}^{n}\left(\left\lceil {\frac {n}{k}}\right\rceil -{\frac {n}{k}}\right).\end{aligned}}}

## Generaliseringar
Genom att i stället för den harmoniska serien välja den harmoniska primtalsserien, och dess asymptot ln ln, fås Meissel–Mertens konstant
{\displaystyle M=\lim _{n\rightarrow \infty }\left[\sum _{p\leq n}{\frac {1}{p}}-\ln \ln n\right].}
Gränsvärdet för Euler–Mascheronis konstant kan generaliseras till
{\displaystyle \gamma _{f}=\lim _{n\to \infty }\left[\sum _{k=1}^{n}f(k)-\int _{1}^{n}f(x)\,dx\right]}
där f är en godtycklig positiv, avtagande funktion. Funktionen
{\displaystyle f_{n}(x)={\frac {\ln ^{n}x}{x}}}
ger exempelvis upphov till Stieltjes konstanter, varav Euler–Mascheronis konstant är den nollte. Funktionen 
{\displaystyle f_{a}(x)=x^{-a}}
ger vidare
{\displaystyle \gamma _{f_{a}}={\frac {(a-1)\zeta (a)-1}{a-1}}.}
Speciellt gäller gränsvärdet
{\displaystyle \gamma =\lim _{a\to 1}\left[\zeta (a)-{\frac {1}{a-1}}\right]}
för Euler–Mascheronis konstant.
Ytterligare en generalisering är Masser–Gramains konstant, som uppkommer genom ett liknande gränsvärde men i det komplexa talplanet i stället för längs den reella tallinjen.
Euler–Lehmers konstanter definieras som
{\displaystyle \gamma (a,q)=\lim _{x\to \infty }\left(\sum _{0<n\leq x,n\equiv a(modq)}{\frac {1}{n}}-{\frac {\log x}{q}}\right).}
Deras enklaste egenskaper är
{\displaystyle \gamma (0,q)={\frac {\gamma -\log q}{q}},}
{\displaystyle \sum _{a=0}^{q-1}\gamma (a,q)=\gamma ,}
{\displaystyle q\gamma (a,q)=\gamma -\sum _{j=1}^{q-1}\mathrm {e} ^{-2\pi aij/q}\log(1-\mathrm {e} ^{2\pi ij/q}),}
och om gcd(a,q) = d,
{\displaystyle q\gamma (a,q)={\frac {q}{d}}\gamma (a/d,q/d)-\log d.}

## Talteori
Euler–Mascheronis konstant förekommer i ett stort antal formler inom talteori, såsom
{\displaystyle \sum _{k=1}^{n}d(n)=n\ln n+(2\gamma -1)n+O({\sqrt {n}}).}
En olikhet för Eulers fi-funktion är
{\displaystyle \varphi (n)>{\frac {n}{\mathrm {e} ^{\gamma }\;\log \log n+{\frac {3}{\log \log n}}}},\quad (n>2)}.
Euler–Mascheronis konstant har djupa konnektioner med primtal:
{\displaystyle {\begin{aligned}\mathrm {e} ^{\gamma }&=\lim _{n\to \infty }{\frac {1}{\ln n}}\prod _{p\leq n,p{\text{ primtal}}}\left(1-{\frac {1}{p}}\right)^{-1}\\{\frac {6}{\pi ^{2}}}\mathrm {e} ^{\gamma }&=\lim _{n\to \infty }{\frac {1}{\ln n}}\prod _{p\leq n,p{\text{ primtal}}}\left(1+{\frac {1}{p}}\right).\\\end{aligned}}}